# Miguel Morey Farré
Miguel Morey Farré (1950, Barcelona, Espanya) és un filòsof espanyol especialitzat en la filosofia francesa contemporània de tall nietzscheà. És catedràtic de Filosofia a la Universitat de Barcelona i ha estat professor convidat a diferents universitats de diferents països com ara Buenos Aires, l'Havana, Múnic i París entre d'altres. Ha traduït al castellà diferents obres dels filòsofs francesos Michel Foucault i Gilles Deleuze i també ha abocat al castellà alguns llibres del filòsof Giorgio Colli. D'entre els seus llibres publicats destaquen 'Deseo de ser piel roja' (Premi Anagrama 1994), Hotel Finisterre, pequeñas doctrinas de la soledad i el hombre como argumento.

## Llibres destacats
- Los presocráticos: del mito al logos. Barcelona: Montesinos, 1981.
- Lectura de Foucault. Madrid: Taurus, l983.
- El hombre como argumento. Barcelona: Anthropos, Barcelona l987.
- Camino de Santiago. Madrid: F. C.E., l987. El orden de los acontecimientos.
- Sobre el saber narrativo. Barcelona:Península, 1988.
- PsiqueMáquinas. Barcelona: Montesinos, 1990.
- Nietzsche, una biografía. Barcelona: Archipiélago, 1993.
- Deseo de ser piel roja (Premi Anagrama 1994),.[2]
- Robert Wilson (en colaboración con Carmen Pardo Salgado). Barcelona: Polígrafa, 2003.
- Pequeñas doctrinas de la soledad. México/Madrid: Sexto Piso, 2007.
- Hotel Finisterre (precedido por Camino de Santiago). Barcelona: Galaxia Gutenberg, 2011.